# Live Forever
Pour l’article homonyme, voir Live Forever pour l'album de Bob Marley and the Wailers.
Singles de Oasis
Shakermaker
(1994) Cigarettes and Alcohol
(1994)
Pistes de Definitely Maybe
Shakermaker Up in the Sky
Live Forever est la 3e chanson du 1er album du groupe britannique Oasis,  Definitely Maybe sorti en 1994.
Ce fut aussi le 3e single extrait de l'album. Noel Gallagher a écrit la chanson en 1991 avant de rejoindre Oasis et est inspirée d'une des chansons des Rolling Stones Shine a light de l'album Exile on Main Street.
Live Forever contient une structure basique et des paroles assez optimistes qui contrastaient avec l'attitude grunge à cette même époque. La chanson a été le premier single du groupe à entrer dans le top 10 au Royaume-Uni et a reçu de très bonnes critiques. La chanson est une des plus célèbres du groupe, et figure sur le best of du groupe, Stop The Clocks. En 2005, un énorme sondage sur 11 000 personnes fait par le Q magazine, le second plus grand magazine rock anglophone, et Live Forever a été placée à la première position dans le top des 100 meilleures chansons de rock anglais de tous les temps. En 2010, la radio XFM a réalisé un gigantesque sondage pour déterminer les 1000 meilleures chansons anglaises de rock (tous genres confondus) de tous les temps. Live Forever arrivait en 3e position.
La chanson a été classée meilleure chanson britannique de tous les temps par XFM en 2010.

## Écriture et enregistrement
Noel Gallagher a écrit cette chanson en 1991 en travaillant pour une entreprise dans sa maison de Manchester. Après une blessure au pied à la suite d'un accident, on lui avait donné un travail moins contraignant ce qui lui permit d'écrire de nouvelles chansons et une nuit, il écouta Exile on Main Street (l'album des Rolling Stones). En jouant un de ses accords Gallagher a noté que cela sonnait bon contre l'une des mélodies vocales de l'album : "C'était un peu comme Shine a light dont les paroles sont "May the good lord shine a light on you" se souvient Gallagher.
Gallagher a incorporé la mélodie changeant la ligne en "Maybe I don't really wanna know". Pendant un temps ce fut la seule partie de la chanson que Gallagher avait complété.
Gallagher a joué la chanson à son frère Liam qui fut impressionné et demanda à Noel de rejoindre le groupe Oasis et la chanson fut plus tard instrumentale pour aider le groupe à s'assurer de leur enregistrement avec Creation Records. La première fois qu'Alan McGee entendit la chanson, il se souvient d'avoir dit que c'était probablement le single le plus important auquel il ait participé avec eux.

## Composition et paroles
La démo de Live Forever commence par une intro à la guitare acoustique et enregistrant la version qui allait figurer sur l'album, le producteur Owen Morris a coupé l'intro en la remplaçant par le son de batterie de Tony McCaroll. Morris a ensuite coupé la seconde section dans le solo de guitare de Noel. Bien que Gallagher fut surpris, Morris a senti que cette partie sonnait un peu comme Slash des Guns'n'Roses.
Live forever est composé en clé G major et est basé sur une progression rythmique en G-D-Am7-C-D avec l'accord G devenant un Em pendant le prérefrain. La chanson n'a pas de distinction particulière entre les couplets et les refrains (avec seulement un refrain falsetto de "You and I gonna live forever") et la mélodie vocale ne consiste qu'en quelques notes.
La chanson commence par une voix murmurant brièvement "Oh yeah" suivi par le son de la batterie qui joue 4 mesures seule. L'entrée brève de la guitare principale, quelques notes au piano et Liam commence à chanter. Chaque couplet commence par Liam qui chante la phrase "Maybe/I don't really wanna know/How your garden grows/'Cause I just wanna fly" et chaque couplet se termine par le refrain falsetto. Un solo de guitare apparait après le second refrain de "You and I are gonna live forever". Après le troisième couplet, Liam répète la ligne "Gonna live forever" 4 fois avec "de la douleur dans sa voix" suivi par un solo de guitare final.
On dit que la chanson est une ode à la mère des frères Gallagher Peggy et en général les paroles de la chanson sont assez optimistes. Noel a expliqué "qu'au moment où la chanson a été écrite au milieu du grunge et de tout ça, je me souviens que Nirvana avait une chanson qui s'appelait I Hate Myself and I Want to Die et j'étais comme ... et bien, je n'étais carrément pas d'accord avec ça. Bien que j'adore ce type (Kurt Cobain) et tout ce qui l'entoure, je ne pouvais que blâmer ce genre de propos. Je ne supporte pas les gens qui viennent comme ça, sous acide, et qui prétendent se détester et vouloir mourir. C'est un ramassis de conneries ; les enfants n'ont pas à entendre ces non-sens". 
Pendant que Gallagher disait qu'il ne voulait pas que ce morceau soit un reproche direct à Nirvana ou leur musique, il disait aussi qu'il lui semblait "que Cobain était un gars qui avait tout mais qui se sentait quand même misérable", car il pensait que "se lever tous les matins est la meilleure chose au monde parce que vous ne savez pas où vous allez finir le soir", assurant qu'à l'époque, ils n'avaient "pas un pot où pisser, mais que la vie valait quand même la peine d'être vécue".
Il considère que la ligne "We see things they'll never see" est la phrase la plus importante de la chanson car souvent, les vieux amis ont tendance à rire des histoires qu'ils sont les seuls à connaitre, que « personne d'autre ne possède ».

## Sortie du single
Live Forever fut commercialisé en août 1994 comme 3e single soit 1 mois avant la sortie de l'album. Le magazine NME a déclaré que contrairement aux singles précédents, Live forever était une amélioration. Et tandis que Shakermaker et Supersonic ont reçu des accueils favorables, c'est Live Forever qui a attiré l'attention. Live Forever est devenu la première chanson à entrer au top 10 en 1994 et en 1995, elle était n°1 aux États-Unis. On a demandé ensuite à Noel : « Après Live Forever où allez vous aller ? » et il a répondu que c'était certes une bonne chanson mais qu'il pouvait faire mieux.
En 2006, Live Forever fait encore parler d'elle puisqu'elle a été nommée plus grande chanson de tous les temps dans un sondage fait par le magazine Q puis ce morceau a été choisi assez logiquement par Noel pour la compilation du groupe Stop the Clocks en 2006.

## Clips vidéos
2 clips ont été réalisés pour le morceau. Le clip original, réalisé par Carlos Grasso, contient des images inhabituelles telles que le chanteur assis sur une chaise en hauteur et un nombre de scènes montrant le batteur de l'époque en train d'être enterré vivant. Ce qui est ironique étant donné que le batteur Tony McCaroll a été viré début 1995 par le reste du groupe peu avant l'enregistrement de (What's the Story) Morning Glory? (Some Might Say fut le dernier enregistrement studio de Mc Carroll).
Le clip promotionnel a été filmé au mémorial Strawberry Fields (monument situé dans Central Park à New York dédié à la mémoire de John Lennon) et la couverture du single montre la maison d'enfance de Lennon située 251 Menlove Avenue en banlieue de Liverpool. Quant au clip américain réalisé par Nick Egan, il montre le groupe jouant dans un bureau avec des photos de Sid Vicious, Kurt Cobain, Jim Morrison, John Lennon, Brian Jones, Jimi Hendrix, Marc Bolan, et Bobby Moore sur le mur.
Certains clips sont inclus sur le DVD Definitely Maybe sorti en 2004.

## Liste des titres

### Version anglaise
- Format single CD

1. Live Forever – 4:38
2. Up In The Sky (Acoustic) – 3:32
3. Cloudburst – 5:21
4. Supersonic (Live) – 5:12

- Vinyle 7"

1. Live Forever – 4:38
2. Up In The Sky (Acoustic) – 3:32

- Vinyle 12"

1. Live Forever – 4:38
2. Up In The Sky (Acoustic) – 3:32
3. Cloudburst – 5:21

- Cassette

1. Live Forever – 4:38
2. Up In The Sky (Acoustic) – 3:32

### Version européenne
- Format single CD

1. Live Forever (Radio Edit) – 3:43
2. Live Forever – 4:37
3. Up In The Sky (Acoustic) – 3:32
4. Cloudburst – 5:21
5. Supersonic (Live) – 5:10